# Aleksandr Gouliaev
Pour les articles homonymes, voir Gouliaev et Grin.
Aleksandr Pavlovitch Gouliaev (en russe : Александр Павлович Гуляев), né le 18 novembre 1908 à Saint-Pétersbourg et mort le 18 février 1998 à Saint-Pétersbourg, est un compositeur d'études d'échecs et un problémiste soviétique qui a utilisé le pseudonyme de A.P. Grin à partir de 1961.
Aleksandr Pavlovitch Gouliaev a obtenu le titre de Grand maître international pour la composition échiquéenne en 1988.

## Une étude de Aleksandr Grin
|   | a | b | c | d | e | f | g | h |   |
| 8 | Roi blanc sur case blanche a8 · Pion noir sur case noire a7 · Pion blanc sur case noire f6 · Pion blanc sur case blanche h5 · Tour noire sur case blanche a4 · Roi noir sur case noire f4 · Fou blanc sur case noire f2 · Pion blanc sur case noire h2 · Fou noir sur case noire c1 | Roi blanc sur case blanche a8 · Pion noir sur case noire a7 · Pion blanc sur case noire f6 · Pion blanc sur case blanche h5 · Tour noire sur case blanche a4 · Roi noir sur case noire f4 · Fou blanc sur case noire f2 · Pion blanc sur case noire h2 · Fou noir sur case noire c1 | Roi blanc sur case blanche a8 · Pion noir sur case noire a7 · Pion blanc sur case noire f6 · Pion blanc sur case blanche h5 · Tour noire sur case blanche a4 · Roi noir sur case noire f4 · Fou blanc sur case noire f2 · Pion blanc sur case noire h2 · Fou noir sur case noire c1 | Roi blanc sur case blanche a8 · Pion noir sur case noire a7 · Pion blanc sur case noire f6 · Pion blanc sur case blanche h5 · Tour noire sur case blanche a4 · Roi noir sur case noire f4 · Fou blanc sur case noire f2 · Pion blanc sur case noire h2 · Fou noir sur case noire c1 | Roi blanc sur case blanche a8 · Pion noir sur case noire a7 · Pion blanc sur case noire f6 · Pion blanc sur case blanche h5 · Tour noire sur case blanche a4 · Roi noir sur case noire f4 · Fou blanc sur case noire f2 · Pion blanc sur case noire h2 · Fou noir sur case noire c1 | Roi blanc sur case blanche a8 · Pion noir sur case noire a7 · Pion blanc sur case noire f6 · Pion blanc sur case blanche h5 · Tour noire sur case blanche a4 · Roi noir sur case noire f4 · Fou blanc sur case noire f2 · Pion blanc sur case noire h2 · Fou noir sur case noire c1 | Roi blanc sur case blanche a8 · Pion noir sur case noire a7 · Pion blanc sur case noire f6 · Pion blanc sur case blanche h5 · Tour noire sur case blanche a4 · Roi noir sur case noire f4 · Fou blanc sur case noire f2 · Pion blanc sur case noire h2 · Fou noir sur case noire c1 | Roi blanc sur case blanche a8 · Pion noir sur case noire a7 · Pion blanc sur case noire f6 · Pion blanc sur case blanche h5 · Tour noire sur case blanche a4 · Roi noir sur case noire f4 · Fou blanc sur case noire f2 · Pion blanc sur case noire h2 · Fou noir sur case noire c1 | 8 |
| 7 | Roi blanc sur case blanche a8 · Pion noir sur case noire a7 · Pion blanc sur case noire f6 · Pion blanc sur case blanche h5 · Tour noire sur case blanche a4 · Roi noir sur case noire f4 · Fou blanc sur case noire f2 · Pion blanc sur case noire h2 · Fou noir sur case noire c1 | Roi blanc sur case blanche a8 · Pion noir sur case noire a7 · Pion blanc sur case noire f6 · Pion blanc sur case blanche h5 · Tour noire sur case blanche a4 · Roi noir sur case noire f4 · Fou blanc sur case noire f2 · Pion blanc sur case noire h2 · Fou noir sur case noire c1 | Roi blanc sur case blanche a8 · Pion noir sur case noire a7 · Pion blanc sur case noire f6 · Pion blanc sur case blanche h5 · Tour noire sur case blanche a4 · Roi noir sur case noire f4 · Fou blanc sur case noire f2 · Pion blanc sur case noire h2 · Fou noir sur case noire c1 | Roi blanc sur case blanche a8 · Pion noir sur case noire a7 · Pion blanc sur case noire f6 · Pion blanc sur case blanche h5 · Tour noire sur case blanche a4 · Roi noir sur case noire f4 · Fou blanc sur case noire f2 · Pion blanc sur case noire h2 · Fou noir sur case noire c1 | Roi blanc sur case blanche a8 · Pion noir sur case noire a7 · Pion blanc sur case noire f6 · Pion blanc sur case blanche h5 · Tour noire sur case blanche a4 · Roi noir sur case noire f4 · Fou blanc sur case noire f2 · Pion blanc sur case noire h2 · Fou noir sur case noire c1 | Roi blanc sur case blanche a8 · Pion noir sur case noire a7 · Pion blanc sur case noire f6 · Pion blanc sur case blanche h5 · Tour noire sur case blanche a4 · Roi noir sur case noire f4 · Fou blanc sur case noire f2 · Pion blanc sur case noire h2 · Fou noir sur case noire c1 | Roi blanc sur case blanche a8 · Pion noir sur case noire a7 · Pion blanc sur case noire f6 · Pion blanc sur case blanche h5 · Tour noire sur case blanche a4 · Roi noir sur case noire f4 · Fou blanc sur case noire f2 · Pion blanc sur case noire h2 · Fou noir sur case noire c1 | Roi blanc sur case blanche a8 · Pion noir sur case noire a7 · Pion blanc sur case noire f6 · Pion blanc sur case blanche h5 · Tour noire sur case blanche a4 · Roi noir sur case noire f4 · Fou blanc sur case noire f2 · Pion blanc sur case noire h2 · Fou noir sur case noire c1 | 7 |
| 6 | Roi blanc sur case blanche a8 · Pion noir sur case noire a7 · Pion blanc sur case noire f6 · Pion blanc sur case blanche h5 · Tour noire sur case blanche a4 · Roi noir sur case noire f4 · Fou blanc sur case noire f2 · Pion blanc sur case noire h2 · Fou noir sur case noire c1 | Roi blanc sur case blanche a8 · Pion noir sur case noire a7 · Pion blanc sur case noire f6 · Pion blanc sur case blanche h5 · Tour noire sur case blanche a4 · Roi noir sur case noire f4 · Fou blanc sur case noire f2 · Pion blanc sur case noire h2 · Fou noir sur case noire c1 | Roi blanc sur case blanche a8 · Pion noir sur case noire a7 · Pion blanc sur case noire f6 · Pion blanc sur case blanche h5 · Tour noire sur case blanche a4 · Roi noir sur case noire f4 · Fou blanc sur case noire f2 · Pion blanc sur case noire h2 · Fou noir sur case noire c1 | Roi blanc sur case blanche a8 · Pion noir sur case noire a7 · Pion blanc sur case noire f6 · Pion blanc sur case blanche h5 · Tour noire sur case blanche a4 · Roi noir sur case noire f4 · Fou blanc sur case noire f2 · Pion blanc sur case noire h2 · Fou noir sur case noire c1 | Roi blanc sur case blanche a8 · Pion noir sur case noire a7 · Pion blanc sur case noire f6 · Pion blanc sur case blanche h5 · Tour noire sur case blanche a4 · Roi noir sur case noire f4 · Fou blanc sur case noire f2 · Pion blanc sur case noire h2 · Fou noir sur case noire c1 | Roi blanc sur case blanche a8 · Pion noir sur case noire a7 · Pion blanc sur case noire f6 · Pion blanc sur case blanche h5 · Tour noire sur case blanche a4 · Roi noir sur case noire f4 · Fou blanc sur case noire f2 · Pion blanc sur case noire h2 · Fou noir sur case noire c1 | Roi blanc sur case blanche a8 · Pion noir sur case noire a7 · Pion blanc sur case noire f6 · Pion blanc sur case blanche h5 · Tour noire sur case blanche a4 · Roi noir sur case noire f4 · Fou blanc sur case noire f2 · Pion blanc sur case noire h2 · Fou noir sur case noire c1 | Roi blanc sur case blanche a8 · Pion noir sur case noire a7 · Pion blanc sur case noire f6 · Pion blanc sur case blanche h5 · Tour noire sur case blanche a4 · Roi noir sur case noire f4 · Fou blanc sur case noire f2 · Pion blanc sur case noire h2 · Fou noir sur case noire c1 | 6 |
| 5 | Roi blanc sur case blanche a8 · Pion noir sur case noire a7 · Pion blanc sur case noire f6 · Pion blanc sur case blanche h5 · Tour noire sur case blanche a4 · Roi noir sur case noire f4 · Fou blanc sur case noire f2 · Pion blanc sur case noire h2 · Fou noir sur case noire c1 | Roi blanc sur case blanche a8 · Pion noir sur case noire a7 · Pion blanc sur case noire f6 · Pion blanc sur case blanche h5 · Tour noire sur case blanche a4 · Roi noir sur case noire f4 · Fou blanc sur case noire f2 · Pion blanc sur case noire h2 · Fou noir sur case noire c1 | Roi blanc sur case blanche a8 · Pion noir sur case noire a7 · Pion blanc sur case noire f6 · Pion blanc sur case blanche h5 · Tour noire sur case blanche a4 · Roi noir sur case noire f4 · Fou blanc sur case noire f2 · Pion blanc sur case noire h2 · Fou noir sur case noire c1 | Roi blanc sur case blanche a8 · Pion noir sur case noire a7 · Pion blanc sur case noire f6 · Pion blanc sur case blanche h5 · Tour noire sur case blanche a4 · Roi noir sur case noire f4 · Fou blanc sur case noire f2 · Pion blanc sur case noire h2 · Fou noir sur case noire c1 | Roi blanc sur case blanche a8 · Pion noir sur case noire a7 · Pion blanc sur case noire f6 · Pion blanc sur case blanche h5 · Tour noire sur case blanche a4 · Roi noir sur case noire f4 · Fou blanc sur case noire f2 · Pion blanc sur case noire h2 · Fou noir sur case noire c1 | Roi blanc sur case blanche a8 · Pion noir sur case noire a7 · Pion blanc sur case noire f6 · Pion blanc sur case blanche h5 · Tour noire sur case blanche a4 · Roi noir sur case noire f4 · Fou blanc sur case noire f2 · Pion blanc sur case noire h2 · Fou noir sur case noire c1 | Roi blanc sur case blanche a8 · Pion noir sur case noire a7 · Pion blanc sur case noire f6 · Pion blanc sur case blanche h5 · Tour noire sur case blanche a4 · Roi noir sur case noire f4 · Fou blanc sur case noire f2 · Pion blanc sur case noire h2 · Fou noir sur case noire c1 | Roi blanc sur case blanche a8 · Pion noir sur case noire a7 · Pion blanc sur case noire f6 · Pion blanc sur case blanche h5 · Tour noire sur case blanche a4 · Roi noir sur case noire f4 · Fou blanc sur case noire f2 · Pion blanc sur case noire h2 · Fou noir sur case noire c1 | 5 |
| 4 | Roi blanc sur case blanche a8 · Pion noir sur case noire a7 · Pion blanc sur case noire f6 · Pion blanc sur case blanche h5 · Tour noire sur case blanche a4 · Roi noir sur case noire f4 · Fou blanc sur case noire f2 · Pion blanc sur case noire h2 · Fou noir sur case noire c1 | Roi blanc sur case blanche a8 · Pion noir sur case noire a7 · Pion blanc sur case noire f6 · Pion blanc sur case blanche h5 · Tour noire sur case blanche a4 · Roi noir sur case noire f4 · Fou blanc sur case noire f2 · Pion blanc sur case noire h2 · Fou noir sur case noire c1 | Roi blanc sur case blanche a8 · Pion noir sur case noire a7 · Pion blanc sur case noire f6 · Pion blanc sur case blanche h5 · Tour noire sur case blanche a4 · Roi noir sur case noire f4 · Fou blanc sur case noire f2 · Pion blanc sur case noire h2 · Fou noir sur case noire c1 | Roi blanc sur case blanche a8 · Pion noir sur case noire a7 · Pion blanc sur case noire f6 · Pion blanc sur case blanche h5 · Tour noire sur case blanche a4 · Roi noir sur case noire f4 · Fou blanc sur case noire f2 · Pion blanc sur case noire h2 · Fou noir sur case noire c1 | Roi blanc sur case blanche a8 · Pion noir sur case noire a7 · Pion blanc sur case noire f6 · Pion blanc sur case blanche h5 · Tour noire sur case blanche a4 · Roi noir sur case noire f4 · Fou blanc sur case noire f2 · Pion blanc sur case noire h2 · Fou noir sur case noire c1 | Roi blanc sur case blanche a8 · Pion noir sur case noire a7 · Pion blanc sur case noire f6 · Pion blanc sur case blanche h5 · Tour noire sur case blanche a4 · Roi noir sur case noire f4 · Fou blanc sur case noire f2 · Pion blanc sur case noire h2 · Fou noir sur case noire c1 | Roi blanc sur case blanche a8 · Pion noir sur case noire a7 · Pion blanc sur case noire f6 · Pion blanc sur case blanche h5 · Tour noire sur case blanche a4 · Roi noir sur case noire f4 · Fou blanc sur case noire f2 · Pion blanc sur case noire h2 · Fou noir sur case noire c1 | Roi blanc sur case blanche a8 · Pion noir sur case noire a7 · Pion blanc sur case noire f6 · Pion blanc sur case blanche h5 · Tour noire sur case blanche a4 · Roi noir sur case noire f4 · Fou blanc sur case noire f2 · Pion blanc sur case noire h2 · Fou noir sur case noire c1 | 4 |
| 3 | Roi blanc sur case blanche a8 · Pion noir sur case noire a7 · Pion blanc sur case noire f6 · Pion blanc sur case blanche h5 · Tour noire sur case blanche a4 · Roi noir sur case noire f4 · Fou blanc sur case noire f2 · Pion blanc sur case noire h2 · Fou noir sur case noire c1 | Roi blanc sur case blanche a8 · Pion noir sur case noire a7 · Pion blanc sur case noire f6 · Pion blanc sur case blanche h5 · Tour noire sur case blanche a4 · Roi noir sur case noire f4 · Fou blanc sur case noire f2 · Pion blanc sur case noire h2 · Fou noir sur case noire c1 | Roi blanc sur case blanche a8 · Pion noir sur case noire a7 · Pion blanc sur case noire f6 · Pion blanc sur case blanche h5 · Tour noire sur case blanche a4 · Roi noir sur case noire f4 · Fou blanc sur case noire f2 · Pion blanc sur case noire h2 · Fou noir sur case noire c1 | Roi blanc sur case blanche a8 · Pion noir sur case noire a7 · Pion blanc sur case noire f6 · Pion blanc sur case blanche h5 · Tour noire sur case blanche a4 · Roi noir sur case noire f4 · Fou blanc sur case noire f2 · Pion blanc sur case noire h2 · Fou noir sur case noire c1 | Roi blanc sur case blanche a8 · Pion noir sur case noire a7 · Pion blanc sur case noire f6 · Pion blanc sur case blanche h5 · Tour noire sur case blanche a4 · Roi noir sur case noire f4 · Fou blanc sur case noire f2 · Pion blanc sur case noire h2 · Fou noir sur case noire c1 | Roi blanc sur case blanche a8 · Pion noir sur case noire a7 · Pion blanc sur case noire f6 · Pion blanc sur case blanche h5 · Tour noire sur case blanche a4 · Roi noir sur case noire f4 · Fou blanc sur case noire f2 · Pion blanc sur case noire h2 · Fou noir sur case noire c1 | Roi blanc sur case blanche a8 · Pion noir sur case noire a7 · Pion blanc sur case noire f6 · Pion blanc sur case blanche h5 · Tour noire sur case blanche a4 · Roi noir sur case noire f4 · Fou blanc sur case noire f2 · Pion blanc sur case noire h2 · Fou noir sur case noire c1 | Roi blanc sur case blanche a8 · Pion noir sur case noire a7 · Pion blanc sur case noire f6 · Pion blanc sur case blanche h5 · Tour noire sur case blanche a4 · Roi noir sur case noire f4 · Fou blanc sur case noire f2 · Pion blanc sur case noire h2 · Fou noir sur case noire c1 | 3 |
| 2 | Roi blanc sur case blanche a8 · Pion noir sur case noire a7 · Pion blanc sur case noire f6 · Pion blanc sur case blanche h5 · Tour noire sur case blanche a4 · Roi noir sur case noire f4 · Fou blanc sur case noire f2 · Pion blanc sur case noire h2 · Fou noir sur case noire c1 | Roi blanc sur case blanche a8 · Pion noir sur case noire a7 · Pion blanc sur case noire f6 · Pion blanc sur case blanche h5 · Tour noire sur case blanche a4 · Roi noir sur case noire f4 · Fou blanc sur case noire f2 · Pion blanc sur case noire h2 · Fou noir sur case noire c1 | Roi blanc sur case blanche a8 · Pion noir sur case noire a7 · Pion blanc sur case noire f6 · Pion blanc sur case blanche h5 · Tour noire sur case blanche a4 · Roi noir sur case noire f4 · Fou blanc sur case noire f2 · Pion blanc sur case noire h2 · Fou noir sur case noire c1 | Roi blanc sur case blanche a8 · Pion noir sur case noire a7 · Pion blanc sur case noire f6 · Pion blanc sur case blanche h5 · Tour noire sur case blanche a4 · Roi noir sur case noire f4 · Fou blanc sur case noire f2 · Pion blanc sur case noire h2 · Fou noir sur case noire c1 | Roi blanc sur case blanche a8 · Pion noir sur case noire a7 · Pion blanc sur case noire f6 · Pion blanc sur case blanche h5 · Tour noire sur case blanche a4 · Roi noir sur case noire f4 · Fou blanc sur case noire f2 · Pion blanc sur case noire h2 · Fou noir sur case noire c1 | Roi blanc sur case blanche a8 · Pion noir sur case noire a7 · Pion blanc sur case noire f6 · Pion blanc sur case blanche h5 · Tour noire sur case blanche a4 · Roi noir sur case noire f4 · Fou blanc sur case noire f2 · Pion blanc sur case noire h2 · Fou noir sur case noire c1 | Roi blanc sur case blanche a8 · Pion noir sur case noire a7 · Pion blanc sur case noire f6 · Pion blanc sur case blanche h5 · Tour noire sur case blanche a4 · Roi noir sur case noire f4 · Fou blanc sur case noire f2 · Pion blanc sur case noire h2 · Fou noir sur case noire c1 | Roi blanc sur case blanche a8 · Pion noir sur case noire a7 · Pion blanc sur case noire f6 · Pion blanc sur case blanche h5 · Tour noire sur case blanche a4 · Roi noir sur case noire f4 · Fou blanc sur case noire f2 · Pion blanc sur case noire h2 · Fou noir sur case noire c1 | 2 |
| 1 | Roi blanc sur case blanche a8 · Pion noir sur case noire a7 · Pion blanc sur case noire f6 · Pion blanc sur case blanche h5 · Tour noire sur case blanche a4 · Roi noir sur case noire f4 · Fou blanc sur case noire f2 · Pion blanc sur case noire h2 · Fou noir sur case noire c1 | Roi blanc sur case blanche a8 · Pion noir sur case noire a7 · Pion blanc sur case noire f6 · Pion blanc sur case blanche h5 · Tour noire sur case blanche a4 · Roi noir sur case noire f4 · Fou blanc sur case noire f2 · Pion blanc sur case noire h2 · Fou noir sur case noire c1 | Roi blanc sur case blanche a8 · Pion noir sur case noire a7 · Pion blanc sur case noire f6 · Pion blanc sur case blanche h5 · Tour noire sur case blanche a4 · Roi noir sur case noire f4 · Fou blanc sur case noire f2 · Pion blanc sur case noire h2 · Fou noir sur case noire c1 | Roi blanc sur case blanche a8 · Pion noir sur case noire a7 · Pion blanc sur case noire f6 · Pion blanc sur case blanche h5 · Tour noire sur case blanche a4 · Roi noir sur case noire f4 · Fou blanc sur case noire f2 · Pion blanc sur case noire h2 · Fou noir sur case noire c1 | Roi blanc sur case blanche a8 · Pion noir sur case noire a7 · Pion blanc sur case noire f6 · Pion blanc sur case blanche h5 · Tour noire sur case blanche a4 · Roi noir sur case noire f4 · Fou blanc sur case noire f2 · Pion blanc sur case noire h2 · Fou noir sur case noire c1 | Roi blanc sur case blanche a8 · Pion noir sur case noire a7 · Pion blanc sur case noire f6 · Pion blanc sur case blanche h5 · Tour noire sur case blanche a4 · Roi noir sur case noire f4 · Fou blanc sur case noire f2 · Pion blanc sur case noire h2 · Fou noir sur case noire c1 | Roi blanc sur case blanche a8 · Pion noir sur case noire a7 · Pion blanc sur case noire f6 · Pion blanc sur case blanche h5 · Tour noire sur case blanche a4 · Roi noir sur case noire f4 · Fou blanc sur case noire f2 · Pion blanc sur case noire h2 · Fou noir sur case noire c1 | Roi blanc sur case blanche a8 · Pion noir sur case noire a7 · Pion blanc sur case noire f6 · Pion blanc sur case blanche h5 · Tour noire sur case blanche a4 · Roi noir sur case noire f4 · Fou blanc sur case noire f2 · Pion blanc sur case noire h2 · Fou noir sur case noire c1 | 1 |
|   | a | b | c | d | e | f | g | h |   |

- Solution :

1. f7!  Fa3 

2. h6   A. Ta5 3. Fc5! F×c5 

4. h7 gagne
2. h6   B. Ta6 3. Fg3+! R joue 

4. Fd6 gagne
2. h6   C. Tc4 3. Fc5! F×c5 

4. h7 gagne

## Source
- Alain Pallier, « Alexander Pavlovitch Grin », Europe Échecs, novembre 1993, no 417, p. 57
- Nicolas Giffard et Alain Biénabe, Le Guide des Échecs, éd. Robert Laffont, 1993, p. 1323-1324